# Giorgio Pisanò
Giorgio Pisanò (Ferrara, 30 gennaio 1924 – Milano, 17 ottobre 1997) è stato un giornalista, saggista e politico italiano.
Con la caduta del fascismo aderì alla RSI prima come volontario nella Xª MAS poi al comando generale delle Brigate Nere. Dopo un periodo prigioniero degli Alleati, nel dopoguerra divenne esponente del Movimento Sociale Italiano, quindi collaboratore del Meridiano d'Italia, la prima testata neofascista di Milano, e quindi dal 1968 direttore del rinato settimanale di satira anticomunista Candido. Nel 1991 fondò il Movimento Fascismo e Libertà, di cui rimase alla guida fino alla propria morte.

## Biografia
Nacque a Ferrara il 30 gennaio 1924, figlio di Luigi, pugliese di San Vito dei Normanni, laureato in giurisprudenza, che vi lavorava come funzionario statale. A Ferrara nel corso degli anni venti del XX secolo, quando era in servizio alla locale prefettura, Luigi conobbe Iolanda Cristiani, una ragazza del posto, e la sposò. Giorgio fu il primo di cinque figli. La famiglia si spostò da una città all'altra, come spesso accade per i funzionari di prefettura, e Pisanò prese la maturità classica a Taranto, durante il periodo bellico.

### La seconda guerra mondiale
Nel corso del 1942, a 18 anni di età, in qualità di ufficiale della GIL, ebbe il comando della compagnia di pronto intervento addestrata per soccorrere la popolazione durante i bombardamenti. In seguito il padre fu inviato alle prefetture di Messina, Pescara e Pistoia. 
Il giorno dopo la firma dell'armistizio di Cassibile Giorgio si trovava proprio nella città toscana, dove con altri ragazzi organizzò la riapertura della casa del Fascio e l'occupazione della Caserma "Gavinana", abbandonata dai soldati, in attesa di un reparto tedesco. Ben presto si arruolò volontario nella Xª Flottiglia MAS, chiedendo di far parte degli NP. L'addestramento fu svolto a Jesolo (VE), mentre a Tradate (VA) furono effettuati i lanci con il paracadute. Destinato alla raccolta informazioni oltre le linee nemiche, operò insieme al pistoiese Ruy Blas Biagi, Nel 1944 fu inviato in missione oltre le linee anglo-statunitensi e venne paracadutato nei pressi di Roma. Dopo aver svolto la missione assegnatagli, fu preso prigioniero dall'esercito del Regno Unito mentre tentava di rientrare nel nord Italia. Non identificato come agente fascista, fu comunque incarcerato per un mese nel carcere di Arezzo perché sorpreso a circolare in zona di guerra senza permesso. 
Rientrato fortunosamente nel Nord Italia, fu decorato dall'Abwehr con la Croce di Ferro di I e II classe tedesca, e promosso due volte per merito di guerra, verso la fine della guerra si trovò in Valtellina come tenente della XXXVIII Brigata Nera "Ruy Blas Biagi" di Pistoia, assegnato ai servizi speciali del comando generale. 

La Brigata Nera di Pistoia a Grosio in Valtellina, reparto di cui faceva parte Pisanò.

Il 20 aprile 1945 raggiunse la Valtellina dove si stava organizzando il Ridotto Alpino Repubblicano e il 27 dello stesso mese, aggregato alla colonna guidata dal maggiore Renato Vanna della Guardia Nazionale Repubblicana di Frontiera, ne condivise le vicende fino allo scioglimento.
Fu preso prigioniero dai partigiani il 28 aprile 1945 a Ponte in Valtellina (SO) ed imprigionato nel carcere di Sondrio dove documentò le fucilazioni dei propri compagni di prigionia presenti in quel momento nel carcere e che durarono fino al 13 maggio quando i carabinieri sottrassero i prigionieri ai partigiani. Dal 29 agosto al 26 ottobre 1945 rimase in prigionia nel carcere milanese di san Vittore. Fu poi trasferito nei campi di concentramento alleati R707 di Terni ed a Rimini dove restò fino al novembre 1946.

### Il dopoguerra e la militanza politica
Nel 1947, a Como, fu tra i fondatori del Movimento Sociale Italiano, diventando il primo segretario di quella federazione. La sua attività professionale comincia nel 1948 dove coprirà le cariche di redattore e inviato del Meridiano d'Italia, un settimanale di destra neofascista, diretto da Franco De Agazio. Proprio con Meridiano d'Italia, alla cui direzione era giunto Franco Maria Servello, inizia a condurre ricerche sugli omicidi del dopoguerra compiuti dai partigiani, molti dei quali legati al mistero dell'oro di Dongo.
Nel 1949 è membro della giunta nazionale del Raggruppamento giovanile studenti e lavoratori del MSI.
Nel 1951 fonda e ricopre la carica di primo presidente lombardo dell'Associazione Studenti "La Giovane Italia", che confluisce nel 1954 nella Giovane Italia.

### Tra giornalismo e saggistica
Divenuto giornalista professionista, approda nel 1954 a Oggi, settimanale fondato da Angelo Rizzoli e diretto da Edilio Rusconi. Nel 1958 difende Raoul Ghiani nel caso Fenaroli, con annesso scandalo Italcasse.
Nel 1960 si unì in matrimonio con Fanny Crespi che gli diede due figli, Alessandra e Alberto. Nel 1963 fondò il settimanale Secolo XX, nel quale comincia a pubblicare inchieste. In particolare suscita scalpore l'inchiesta sulla morte misteriosa del capo dell'Eni Enrico Mattei che Pisanò pubblica sul primo numero della rivista.
In quegli anni all'attività giornalistica affianca quella storico-saggistica con diversi studi sulla seconda guerra mondiale e sul fascismo durante la RSI come Sangue chiama sangue (1962), La generazione che non si è arresa (1964), Storia della guerra civile in Italia, 1943-1945 (1965), Gli ultimi in grigioverde. Storia delle forze armate della Repubblica Sociale Italiana (1967) Mussolini e gli ebrei (1967), e Penna nera. Storia e battaglie degli alpini d'Italia. Nel 1965 fu relatore al convegno dell'Hotel Parco dei Principi sulla "guerra rivoluzionaria" in funzione anticomunista.
Nel 1968 fece rivivere il settimanale Candido, erede di quello fondato da Giovannino Guareschi e che aveva cessato le pubblicazioni nel 1961, assumendo la carica di direttore, che mantenne fino al 1992. Il Candido condusse molte campagne giornalistiche di cronaca, arrivando a denunciare apertamente per peculato il leader socialista Giacomo Mancini. 
Durante il culmine della contestazione al leader socialista Mancini, nel 1971 fu accusato di estorsione da Dino de Laurentiis e fu incarcerato a Regina Coeli dove trascorse 114 giorni, prima di venire assolto da ogni accusa dal tribunale di Roma il 14 luglio dello stesso anno, e quindi scarcerato. Il 13 marzo 1972 Pisanò subì il primo attentato da parte delle Brigate Rosse, cui ne seguirono altri due diretti contro la redazione e gli impianti produttivi del Candido.
Nel 1980 fu particolarmente virulenta la campagna del Candido indirizzata a dimostrare che dietro la figura di Aldo Moro vi era un intreccio di interessi di personaggi non sempre limpidi legati al caso Lockheed. Nel 1982 si occupò della morte del banchiere Roberto Calvi, arrivando a comparire in televisione con la borsa del suddetto, consegnandola in diretta al direttore del TG2 della RAI.

### Attività politico-parlamentare
Pisanò era un personaggio che, a palazzo Madama, si relazionava spesso con gli avversari politici, ed in questa veste il neo-senatore a vita Norberto Bobbio colse questo episodio, poi narrato successivamente alla stampa: "Un giorno Giorgio Pisanò, incontrando Vittorio Foa, gli disse: 'Ci siamo combattuti da fronti contrapposti, ognuno con onore, possiamo darci la mano'. Foa gli rispose: 'È vero abbiamo vinto noi e tu sei potuto diventare senatore, avessi vinto tu io sarei ancora in carcere'. Ecco, ci rifletta. Ci rifletta un istante".
Nel 1972, venne eletto senatore per il Movimento Sociale Italiano - Destra Nazionale, nella circoscrizione Lombardia.
Riconfermato ininterrottamente per cinque legislature (1976, 1979, 1983 e 1987) fino al 1992, in tale veste è stato componente delle Commissioni Parlamentari permanenti della Difesa e degli Affari Costituzionali, della Commissione parlamentare di vigilanza RAI, della Commissione parlamentare Antimafia e della Commissione parlamentare d'indagine sulla loggia P2.
Nel 1976 redige la relazione di minoranza della Commissione Parlamentare antimafia. In tale relazione Pisanò sostenne che sulla figura del Procuratore di Palermo Pietro Scaglione - ucciso dalla mafia nel 1971 insieme all'agente Antonino Lorusso - avrebbero pesato forti sospetti di aver favorito la fuga di Luciano Liggio nel 1969. Tali accuse avanzate da Pisanò saranno definitivamente messe a tacere solo nel 1984, quando il collaboratore di giustizia Tommaso Buscetta dichiarerà al giudice Giovanni Falcone che Pietro Scaglione era «un magistrato integerrimo e spietato persecutore della mafia».
Dal 1980 al 1994 ricoprì la carica di consigliere comunale della città di Cortina d'Ampezzo (BL).
Dopo la morte di Almirante, avvenuta nel 1988, l'anno successivo fondò una corrente comunitarista interna al Movimento Sociale Italiano - Destra Nazionale; dopo la fuoriuscita dal MSI, il 25 luglio 1991 la corrente diventa Movimento Fascismo e Libertà, con Pisanò segretario nazionale.
Il partito si configurò come l'unico partito a richiamarsi espressamente al fascismo con il simbolo stesso, che includeva e poneva in evidenza al centro un fascio di colore rosso, facendo esplicito riferimento alle ideologie della Repubblica Sociale Italiana e della destra sociale, come il corporativismo, la socializzazione dell'economia, la fiscalità monetaria e il nazionalismo.
Contemporanei processi per violazione della legge Scelba porteranno all'assoluzione di Pisanò e altri membri del partito poiché, al contrario della fattispecie di reato individuata dalla legge, il MFL ha in programma una repubblica presidenziale bicamerale con Presidente della Repubblica con pieni poteri ed eletto dal popolo invece che la ricostituzione della dittatura fascista. Il partito ha eletto alcuni consiglieri comunali soprattutto nell'astigiano, in occasione delle elezioni politiche del 1992.
Negli anni novanta riprese l'attività pubblicistica, pubblicando diversi testi sulla RSI.
Nel 1995, dopo la svolta di Fiuggi e la definitiva trasformazione del Movimento Sociale Italiano in Alleanza Nazionale, Pisanò decide di associarsi a Pino Rauti nel progetto di conservazione dello storico partito della Destra italiana, che avrebbe dato origine alla Fiamma Tricolore. Alcuni mesi più tardi lascia però la vita politica, complice l'aggravarsi del suo stato di salute.
Giorgio Pisanò muore a Milano il 17 ottobre 1997, dopo una lunga malattia.

## L'attività saggistica
Lo studioso Francesco Germinario ha evidenziato l'importanza di Pisanò come autore di una concezione storiografica assai influente all'interno della cultura neofascista. «Non si sottolineerà mai a sufficienza il ruolo che Giorgio Pisanò ha svolto nella costruzione di una storiografia neofascista. - [...] Pisanò è da considerarsi lo storico ufficiale del neofascismo italiano, colui il quale, con un impegno quarantennale, lancia la sfida alla cultura politica dell'antifascismo, oltre che alla storiografia, attraverso la pubblicazione di numerosi saggi e centinaia di articoli tutti dedicati al periodo della guerra civile». 
Gli studiosi non sono concordi circa l'influenza delle opere di Pisanò al di fuori dell'area neofascista. Germinario, sottolineando debolezze e contraddizioni interne del paradigma interpretativo proposto da Pisanò, ha scritto che la sua produzione saggistica (assieme a quella degli altri memorialisti neofascisti), adatta a riscuotere consensi all'interno dell'area dell'estrema destra, era però «inutilizzabile nel mercato politico più ampio». Facendo riferimento alla svolta di Fiuggi (ossia alla scelta, operata nella prima metà degli anni '90 dal Movimento Sociale Italiano, di abbandonare i riferimenti ideologici al fascismo), Germinario scrive che la «destra del dopo-Fiuggi relegò il Pisanò più scompostamente antiresistenziale tra le anticaglie impresentabili».
Secondo lo storico Massimo L. Salvadori vi è una «coincidenza», o una «consonanza», fra determinati punti dell'elaborazione di Pisanò e la polemica che Renzo De Felice, specialmente nei suoi ultimi anni di vita, mosse contro la storiografia antifascista.
Per lo studioso Nicola Adduci la Storia della guerra civile in Italia e la successiva Storia delle Forze armate della Rsi «sul piano storiografico [...] non costituiscono un contributo utile al dibattito», tuttavia «va invece riconosciuto come sotto l’aspetto iconografico esse rappresentino una grande novità, poiché contengono migliaia di fotografie inedite, provenienti in larga parte da archivi privati nonché dai circuiti dell’associazionismo dei reduci che permette una raccolta tanto vasta di materiale».
Secondo Giuseppe Parlato la Storia della guerra civile in Italia, «prima ricostruzione di parte fascista del biennio 1943-45: estremamente analitica e documentata, sia dal punto di vista testuale sia da quello fotografico, ha costituito la base per gli studi di Giampaolo Pansa sull’argomento, dagli anni Novanta in poi».

### Storia della guerra civile in Italia, 1943-1945(1965)
In questo libro Pisanò tentò di dimostrare che la Resistenza italiana era in gran parte guidata dal Partito Comunista e che aveva carattere rivoluzionario e sovversivo, «fondamentalmente estraneo agli interessi e alle tradizioni del popolo italiano». Secondo l'analisi di Germinario, Pisanò negò il carattere nazionale della Resistenza italiana, affermando che essa fu causa di divisione all'interno della nazione e che di fatto costituì un elemento della strategia politica dei comunisti, i quali volevano impossessarsi di importanti istituzioni statali in modo da condizionare lo scenario politico dopo la guerra. Peraltro, secondo Pisanò, la Resistenza fu una "rivoluzione tradita" perché, egemonizzata dai comunisti, agì nell'interesse di altre potenze (in primo luogo l'Unione Sovietica) e subì l'influenza del marxismo, ideologia antinazionalista e cosmopolita. Sempre per Pisanò, l'intento del Partito Comunista durante la Resistenza fu di impedire la stabilizzazione politica della Repubblica Sociale Italiana e ostacolare l'attuazione di riforme sociali che avrebbero portato la classe operaia a sostenere Mussolini; conseguentemente, secondo Pisanò, i comunisti italiani rinunciarono a una vera rivoluzione proletaria.
Germinario scrive che Pisanò considerava come un elemento importante della strategia comunista nella Resistenza quello di «inasprire la guerra civile, incrementando gli attacchi dei GAP e la guerra per bande. Questa decisione, oltre a provocare la reazione nazista che avrebbe scavato un fossato di odio fra la popolazione civile e l'alleato della RSI [...] avrebbe anche costretto i settori moderati e attendisti dello schieramento antifascista ad abbandonare l'ipotesi di stabilire un modus vivendi nei confronti della RSI». Eliminando i fascisti moderati con i suoi attentati, il PCI avrebbe favorito l'egemonia delle correnti fasciste estremiste, favorevoli a rappresaglie indiscriminate; l'«inasprimento della guerra per bande e delle rappresaglie naziste avrebbe anche vanificato eventuali progetti di un passaggio indolore dalla Repubblica sociale al governo del CLN».
Secondo Salvadori, la Storia della guerra civile più che una storia è «un'amplissima cronaca dei fatti politici e militari accaduti in Italia tra il 1943 e il 1945». In essa, «controbattendo l'accusa che Salò altro non fosse che una entità nata morta creata dal padrone nazista, Pisanò sosteneva la tesi che al contrario era stato proprio il sorgere della Repubblica sociale a impedire che venissero attuati i disegni di quanti tra i capi nazisti intendevano ridurre l'Italia presidiata dalle truppe tedesche a una pura e semplice zona di occupazione militare».
Germinario ha evidenziato l'intrinseca contraddittorietà dell'analisi di Pisanò circa il ruolo del PCI nella resistenza. «Aporetica, è la figura del comunista elaborata da Pisanò, e in generale dalla pubblicistica neofascista che a lui si ispira: il comunista è, per un verso, un fanatico dell'ideologia, pronto a sfruttare qualsiasi occasione e situazione per realizzare i sanguinosi suoi disegni politici. Per l'altro, però, proprio quando si creano le condizioni storiche e il panorama politico per realizzare i propri disegni ideologici, il comunista è pronto a tradire senza remore l'ideologia medesima, realizzando, addirittura, il peggiore dei tradimenti, ossia la rinuncia a scatenare la rivoluzione proletaria. - [...] In altri termini, nel modello di lettura di Pisanò, i comunisti erano imputati contemporaneamente di sovversivismo e di moderatismo». Germinario sottolinea inoltre la strategia di demonizzazione e disumanizzazione dell'immagine del nemico che Pisanò (assieme ad altri scrittori di area neofascista) applica ai comunisti, strategia che si pone in continuità con la propaganda elaborata dal regime fascista e poi dalla R.S.I., e che si avvale anche - secondo Germinario - di una serie di stereotipi di origine antisemita; per Germinario, Pisanò aderisce «a una visione diabolica, satanizzata ed "ebraica" dei comunisti tipica della cultura politica fascista più radicale».
Germinario evidenzia come Pisanò abbia volutamente trascurato l'alleanza tra RSI e Germania nazista, negando la categoria storiografica di "nazifascismo" e sottovalutando la rilevanza dell'occupazione militare tedesca, in una visione nella quale «le forze armate tedesche si presentavano sulla scena più che altro nel ruolo defilato di comprimarie dello Stato repubblicano, intervenendo solo al momento delle rappresaglie, nel rispondere ingenuamente ai progetti di recrudescenza della guerra civile provocati dagli attentati gappisti». Secondo Germinario, Pisanò sorvola inoltre sul carattere fascista della R.S.I., ottenendo «la nazionalizzazione della guerra fra fascisti e popolo italiano, da un lato, e i comunisti, dall'altro, attraverso l'unico percorso storiografico possibile: isolare politicamente lo scontro italiano da quello europeo e mondiale, sacrificando il contenuto ideologico della guerra, in base alla convinzione che la dimensione ideologica era stata imposta dai comunisti [...] a una RSI decisa a battersi per dei valori sostanzialmente impolitici».

### Mussolini e gli ebrei(1967)
Secondo la tesi asserita dal libro, Mussolini si sarebbe prodigato, fra il 1938 e il 1945, in favore degli ebrei europei. «Di fatto», secondo un'analisi dell'antisemitismo italiano curata dall'antropologo e storico delle religioni Alfonso Maria Di Nola, questo libro di Pisanò «ha carattere violentemente antisemitico: gli Ebrei vi sono intesi come "popolo" e "razza", denunziandosi, attraverso questa formula, una loro solidarietà internazionale, tale di giustificare reazioni di antisemitismo a livelli nazionali». 
Il testo di Pisanò contiene varie falsificazioni storiche di stampo negazionista; alcuni esempi: «In Italia non esistettero mai campi di concentramento per ebrei: di nessun genere»; a proposito dei campi di sterminio nazisti, Pisanò scrive «ammesso e non concesso [...] che tutte queste storie siano autentiche»; a proposito del numero delle vittime della Shoah, Pisanò asserisce che «la documentazione [...] relativa ai massacri non è tale da suffragare "sei milioni di eliminati"». Per Pisanò le «decisioni antisemite di Mussolini furono solo la conseguenza, legittima e inevitabile, del conflitto voluto e scatenato dall'internazionale ebraica». Sulla scorta della documentazione raccolta da Di Nola, è stato possibile affermare che Pisanò (assieme ad altri esponenti del M.S.I.) si fosse abbandonato «a spregevoli dichiarazioni antisemite».
Francesco Germinario parla di «antisemitismo di ritorno» a proposito dell'atteggiamento di Pisanò. Osserva Germinario che Pisanò si dimostra consapevole dell'importanza decisiva della questione dell'antisemitismo ai fini della propria «battaglia politico-culturale» contro la categoria di nazifascismo e a favore della «difesa di una specificità ideologica del fascismo rispetto al nazismo». Tuttavia - afferma ancora Germinario - «quella di Pisanò era una posizione che otteneva il contrario dell'effetto desiderato [...] perché si fondava su argomentazioni tipiche dell'immaginario politico antisemita, a cominciare dall'implicita identificazione dell'ebraismo con la democrazia e il comunismo, con la conseguente adesione, sia pure in una forma appena accennata, anche alla categoria antisemita del "complotto demo-pluto-giudaico-bolscevico". Ugualmente ripresa dal ricco immaginario antisemita era infine l'accusa agli ebrei di essere poco nazionalisti per questioni di appartenenza religiosa, nonché di essere i registi occulti del capitalismo cosmopolita». Per Germinario, l'impostazione di Pisanò, «decisa a contestare l'infondatezza politica prima che storiografica della categoria resistenziale di "nazifascismo" [...] arriva ad accettare proprio questa categoria, almeno in quanto riconosceva che nazismo e fascismo avevano condotto la guerra contro il medesimo nemico, la subdola Internazionale ebraica». 
Secondo Germinario, Pisanò si rivela «se non un anticipatore, certo un autore molto sensibile alle prime problematiche negazioniste» e la sua lettura produce come risultato «quantomeno la banalizzazione della Shoah - ossia la riduzione dello sterminio degli ebrei ad evento secondario e comunque non differente dai numerosi altri eccidi che avevano caratterizzato la seconda guerra mondiale - associata alla convinzione che l'antisemitismo fascista fosse da leggere come una misura di profilassi politica preventiva nei confronti di un ebraismo - o meglio: di una "Internazionale ebraica" naturalmente intesa anche come istituzione politica rappresentativa di una razza - votatosi interamente all'antifascismo». 
Secondo lo storico Claudio Vercelli, Pisanò, con «un automatismo che permase poi come tratto distintivo in tutta l'area neofascista» risponde alle accuse di genocidio a carico dei nazifascisti «evocando i crimini degli "altri". Gulag, foibe, ma anche le condotte alleate in guerra divenivano il piano obliquo sul quale fare scorrere la discussione. Una strategia retorica, quest'ultima, che più che negare intendeva non riconoscere alcuna specificità storica alla Shoah».

### Gli ultimi in grigioverde. Storia delle forze armate della Repubblica Sociale Italiana (1943-1945)(1967)
Lo studioso Nicola Adduci scrive che la Storia delle Forze armate della Rsi (pubblicata poco dopo la Storia della guerra civile in Italia) è «un’altra opera in più volumi [...] analitica quanto dispersiva [...] che segue i mille rivoli in cui si dipanano – battaglione per battaglione - l’esercito e le numerose milizie armate dalla loro formazione al progressivo disfacimento. Molte pagine dell’opera dedicate all’illustrazione di organigrammi, gagliardetti e mostrine sembrano assumere una dimensione di culto quasi religioso, riflesso di un mondo cristallizzatosi nell’aprile 1945».

### Pubblicazioni
- Il vero volto della guerra civile. Documentario fotografico, Milano, Rusconi, 1961.
- Sangue chiama sangue, Milano, Pidola, 1962.
- La generazione che non si è arresa, Milano, Pidola, 1964.
- Giovanni XXIII. Le sue parole, la sua vita, le sue opere e le fotografie più belle. La prima biografia del papa santo, a cura di, Milano, FPE, 1965.
- Storia della guerra civile in Italia 1943-1945, Milano, FPE, 1965.
- Gli ultimi in grigioverde. Storia delle forze armate della Repubblica Sociale Italiana (1943-1945), 4 voll., Milano, FPE, 1967.
- Mussolini e gli ebrei, Milano, FPE, 1967.
- Penna nera. Storia e battaglie degli alpini d'Italia, con Giambattista Lombi, 2 voll., Milano, FPE, 1968.
- L'altra faccia del pianeta "P2". Testo integrale della Relazione conclusiva di minoranza presentata al Parlamento dal rappresentante del MSI-DN, Milano, Edizioni del Nuovo Candido, 1984.
- L'omicidio Calvi nell'inchiesta del commissario P2 Giorgio Pisanò e nelle deposizioni della vedova. Con gli atti inediti del processo di Londra, Milano, GEI, 1985.
- Storia del Fascismo, 3 voll., Milano, Pizeta, 1988-1990.
- Il triangolo della morte. La politica della strage in Emilia durante e dopo la guerra civile, con Paolo Pisanò, Milano, Mursia, 1992. ISBN 88-425-1157-9
- Gli ultimi cinque secondi di Mussolini, Milano, Il Saggiatore, 1996. ISBN 88-428-0350-2
- Io, fascista, Milano, Il Saggiatore, 1997, ISBN 88-428-0502-5.